# Piotr Korocikin
Piotr Gheorghievici Korocikin (în rusă Пётр Георгиевич Корочкин; n. 12 februarie 1920, Baykibashevo⁠(d), RSFS Rusă – d. 28 august 1944) a fost un militar sovietic, care a luptat în Marele Război pentru Apărarea Patriei, a îndeplinit funcția de comandant al unui divizion din Regimentul 139 Artilerie de Gardă (Divizia 69 Infanterie de Gardă, Armata a 52-a, Frontul al II-lea Ucrainean) și a fost distins cu titlul de Erou al Uniunii Sovietice (post-mortem, 1945).

## Biografie
Piotr Gheorghievici Korocikin s-a născut pe 12 februarie 1920 în satul Baikibașevo din raionul Karaidel (Republica Socialistă Sovietică Autonomă Bașchiră), în familia unui funcționar rus. A absolvit școala secundară Birsk și a urmat două semestre la Institutul Pedagogic din Ufa. A devenit membru al PCUS în anul 1942.
În anul 1939 a fost încorporat în Armata Sovietică de către Biroul de Evidență Militară și Înrolare al orașului Ișimbai. A absolvit cursurile Școlii de Artilerie de la Moscova. Începând din iunie 1941 a luat parte la luptele purtate de Armata Sovietică în Marele Război pentru Apărarea Patriei. A luptat pe Frontul de Vest, la Stalingrad, pe Frontul Donului și pe Frontul al II-lea Ucrainean. A fost rănit în aceste lupte.
Căpitanul de gardă P. G. Korocikin a fost comandant al unui divizion din Regimentul 139 Artilerie de Gardă (Divizia 69 Infanterie de Gardă, Armata a 52-a, Frontul al II-lea Ucrainean) și s-a distins în luptele desfășurate în cadrul Operațiunii Iași-Chișinău.
A murit pe 28 august 1944 și a fost înmormântat în orașul Vaslui (România).

## Fapte de vitejie
La 20 august 1944, atunci când focul puternic al artileriei germano-române a oprit avansul unităților sovietice de infanterie, căpitanul P. G. Korocikin a ordonat instalarea în secret a două baterii de artilerie pentru a executa foc direct și a distrus tunurile și mortierele inamice, asigurând astfel ocuparea zonelor înalte.
Pe 28 august, într-o luptă grea cu inamicul german care încerca să iasă din încercuire, atunci când obuzele s-au terminat, P. G. Korocikin a ordonat tunarilor să părăsească bateriile și să ia parte la luptele corp la corp, restabilind astfel situația. El a murit în această luptă, după ce a omorât cu mitraliera sa 18 militari inamici.
Prin decretul prezidiului Sovietului Suprem al URSS din 24 martie 1945, căpitanului Piotr Gheorghievici Korocikin i s-a acordat post-mortem titlul de Erou al Uniunii Sovietice pentru „îndeplinirea exemplară a sarcinilor de comandă și pentru curajul și eroismul dovedit în luptele împotriva invadatorilor germani fasciști”.

## Decorații
- Medalia „Steaua de Aur” asociată titlului de Erou al Uniunii Sovietice (24.04.1945)[2][3]
- Ordinul Lenin[1]
- Ordinul Steaua Roșie (14.03.1944)[4]
- Medalia „Pentru apărarea Stalingradului”

## In memoriam
- O stradă în orașul Birsk poartă numele căpitanului Korocikin.[1]
- Pe clădirile școlilor din satul Baikibașevo și din orașul Birsk, unde a învățat P. G. Korocikin, au fost amplasate plăci memoriale.[1]